# Maglesø
Maglesø eller Bromme Maglesø är en sjö vid staden Sorø på Själland i Danmark. Den ligger 70 km väster om Köpenhamn. Maglesø ligger 30 meter över havet.